# 河越氏 (地下家)
河越氏（かわごえし）は、中原氏（平田家）の流れを汲む地下家。後に広澄流清原氏、王氏、源氏を称した。

## 出自
赤坂恒明は、鎌倉時代から室町時代にかけて東大寺領播磨国大部庄の公文職を相伝した王氏の外孫女を娶った河越兵衛三郎隆俊がルーツであると推察している。この河越氏は、大部庄またはその周辺地域における在地勢力であったと考えられるが、詳細は一切不明である。江戸時代初期に河越氏の人物が王氏の外裔または縁戚者として使王代に選ばれたのは大部庄の河越氏に関連していると考えられる。

## 概要

### 『地下家伝』に見える河越氏
河越氏については『地下家伝』に詳しく見えるが、後述のように他の資料との錯誤が見られる。河越氏は清原良賢の子・河越頼兼から始まる。頼兼は兵庫頭・蔵人を務め、子孫は代々兵庫頭を務めた。
頼兼の養子・河越教重は清原良雄と大宮時元の娘との間に生まれ、天文18年（1549年）1月6日に従五位下に叙され頼兼から兵庫頭の職を継承した。天正4年（1576年）1月5日には33歳で正五位下に叙されている。
教重の養子・河越賢在は使王兼任（兼任王）の子で、舟橋賢秀の養子となり教重の名跡を継承した。賢在からは本姓を清原氏から王氏へと変更している。後に兼任は河越氏を継承し、後に次男の河越兼久に家督を譲った。
兼久の養子は河越兼字（賢充とも）で、河越（源）重忠と平田職忠の娘との間に生まれ、舟橋相賢の養子となった後に家督を継承している。
兼字の子は河越兼躬（賢長とも）で相賢の猶子に、兼躬の子は河越賢兼で舟橋尚賢の猶子に、賢兼の子は河越教賢で舟橋親賢の猶子になっている。教賢の跡を継いだのは養子で弟の河越賢通（兼宗とも）であった。賢通の子は河越定賢で舟橋則賢の猶子になっている。定賢の子は河越道賢で、道賢の子は河越任賢、任賢の子は河越賢満である。

### 『百年以来近代地下諸家伝』に見える河越氏
青木庸行が編纂した『百年以来近代地下諸家伝』では『地下家伝』とは異なり中原氏の庶流とされる。家祖は兵庫頭・平田職広（平田職定の次男で深尾職久と同一人物）で、職広の外孫の河越賢在が家督を継承したという。そして、清原氏や源氏、王氏を名乗ったとは一切記されていない。